# Def Leppard (album)
| Recensione | Giudizio |
| ---------- | -------- |
| AllMusic   |          |

Def Leppard è il decimo ed eponimo album in studio del gruppo musicale britannico Def Leppard, pubblicato il 30 ottobre 2015 dalla earMUSIC.
Si tratta del primo lavoro in studio della band dai tempi di Songs from the Sparkle Lounge (2008), decretando il maggior lasso di tempo intercorso nella loro carriera tra la pubblicazione di due album.
Ha debuttato al decimo posto della classifica Billboard 200, vendendo più di 30 000 copie nei soli Stati Uniti. Globalmente è invece arrivato a muovere più di 79.600 unità risultando, durante la prima settimana di messa in vendita, l'ottavo album di maggior successo nel mondo. La rivista specializzata Classic Rock lo ha eletto miglior album dell'anno 2016.

## Pubblicazione
Nel maggio del 2014 il cantante Joe Elliott aveva dichiarato che il nuovo album dei Def Leppard era a buon punto, aggiungendo che la band aveva trascorso l'intero mese di febbraio a scrivere e che prevedeva di completare il missaggio del disco entro la fine del novembre dello stesso anno. Tuttavia il processo di lavorazione dovette subire diverse pause a causa dello stato di salute del chitarrista Vivian Campbell, costretto in quel periodo a sottoporsi alla cura di un linfoma di Hodgkin. La band ha ripreso le registrazioni del nuovo album nel mese di dicembre. Inizialmente prevista per la primavera del 2015, l'uscita del disco è stata successivamente posticipata ad un momento dell'anno non meglio definito, quando le registrazioni sono state portate a termine nel mese di marzo. Successivamente il chitarrista Phil Collen ha confermato la data di pubblicazione per ottobre, rivelando come secondo lui questo sia «il nostro migliore album dall'uscita di Hysteria» oltre che quello con «le chitarre più forti che abbiamo mai avuto».
Nell'agosto del 2015 Joe Elliott ha svelato il titolo dell'album e i primi dettagli importanti:

### Singoli
Il primo singolo estratto dall'album, Let's Go, è stato reso disponibile in streaming in esclusiva per Rolling Stone il 15 settembre. Joe Elliott l'ha definito come «un pezzo classico alla Def Leppard» con «grandi chitarre taglienti» e «quel ritmo spavaldo stile  Sugar e Rock of Ages». La canzone è stata accompagnata da un lyric video pubblicato il 2 ottobre sul canale YouTube della band, mentre il 30 ottobre è stato lanciato il videoclip ufficiale su Vevo.
L'uscita dell'album è stata anticipata da un secondo singolo, Dangerous, reso disponibile in streaming il 17 ottobre. Il videoclip di questo brano è stato pubblicato il 28 gennaio 2016.
Il 22 giugno 2016 è stato pubblicato il videoclip per il terzo singolo estratto dall'album, Man Enough. Il 2 dicembre è stato invece distribuito il video del quarto e ultimo singolo, We Belong.

### Edizione speciale
L'album è stato distribuito anche in edizione speciale e limitata attraverso la rivista britannica Classic Rock: tale pacchetto comprendeva il disco originale con l'aggiunta di due tracce bonus, più in allegato un numero speciale di 116 pagine del magazine interamente dedicato ai Def Leppard con nuove interviste, nuove foto e una guida completa traccia per traccia del nuovo lavoro in studio. L'album è stato inoltre reso disponibile in formato doppio vinile.

## Tracce
1. Let's Go – 5:03 (Joe Elliott, Rick Savage)
2. Dangerous – 3:27 (Phil Collen, Elliott)
3. Man Enough – 3:54 (Collen, Elliott)
4. We Belong – 5:07 (Elliott)
5. Invicible – 3:47 (Rick Allen, Elliott)
6. Sea of Love – 4:04 (Collen)
7. Energized – 3:23 (Collen)
8. All Time High – 4:19 (Elliott)
9. Battle of My Own – 2:42 (Savage, Elliott)
10. Broke 'N' Brokenhearted – 3:17 (Collen, Elliott)
11. Forever Young – 2:22 (Collen, Elliott)
12. Last Dance – 3:09 (Savage)
13. Wings of an Angel – 4:23 (Vivian Campbell, Collen, Savage, Elliott)
14. Blind Faith – 5:36 (Campbell, Collen, Savage, Elliott)

Tracce bonus della Classic Rock Limited Edition
1. We Belong (versione alternativa) – 5:06
2. Let's Go (versione radiofonica) – 3:56

Traccia bonus dell'edizione giapponese
1. Last Dance (demo) – 3:09

## Formazione
- Joe Elliott – voce, chitarra acustica
- Phil Collen – chitarre, cori, seconda voce in We Belong
- Vivian Campbell – chitarre, cori, seconda voce in We Belong
- Rick Savage – basso, cori, chitarre aggiuntive, seconda voce in We Belong
- Rick Allen – batteria, seconda voce in We Belong

## Classifiche
| Classifica (2015)          | Posizione massima |
| -------------------------- | ----------------- |
| Australia                  | 4                 |
| Austria                    | 18                |
| Belgio (Fiandre)           | 85                |
| Belgio (Vallonia)          | 39                |
| Canada                     | 11                |
| Finlandia                  | 32                |
| Francia                    | 49                |
| Germania                   | 10                |
| Giappone                   | 8                 |
| Grecia                     | 45                |
| Irlanda                    | 57                |
| Italia                     | 36                |
| Norvegia                   | 15                |
| Nuova Zelanda              | 17                |
| Paesi Bassi                | 79                |
| Regno Unito                | 11                |
| Regno Unito (rock & metal) | 1                 |
| Repubblica Ceca            | 5                 |
| Scozia                     | 7                 |
| Stati Uniti                | 10                |
| Stati Uniti (hard rock)    | 1                 |
| Stati Uniti (independent)  | 1                 |
| Svezia                     | 11                |
| Svizzera                   | 2                 |
| Ungheria                   | 33                |